# 今井野菊
今井 野菊（いまい のぎく、1900年〈明治33年〉 8月14日 - 1982年〈昭和57年〉10月6日）は、日本の郷土史家、歌人である。本名は今井 すみ江（いまい すみえ）。

## 経歴
長野県諏訪郡宮川村（現・茅野市宮川茅野）に生まれ、諏訪高等女学校（現・諏訪二葉高等学校）へ入学。女学校一年の時に『アララギ』へ入会し島木赤彦と森山汀川に師事。
大正7年（1918年）に卒業し小学校の代用教員となり、その翌年（当時19歳）寒天問屋「地紙世（ちがみせ）」（現・地紙世商店）の今井平左衛門に嫁ぐ。池坊華道の教授でもあり、地元の人々が敬意を込めて「地紙世の先生」と呼んでいた。戦後、『旧宮川村誌（史）』の編纂に奮闘する傍ら諏訪大社及び諏訪地域の在地信仰（ミシャグジ、千鹿頭神、天白神 等）の研究を行い、踏査集成を広範囲に渡って行った。そのほか茅野市教育会・文化財審議委員も務めた。1982年逝去。

### 諏訪信仰・ミシャグジ研究
昭和28年（1953年）、諏訪大社上社前宮周辺に住宅と畑が増え、現地の古墳や遺跡が続々破壊される状況を嘆いた今井は史家の細川隼人と共に旧宮川村誌（史）編纂研究会を設立。当初は50余名の参加者を有したが、古文書の分類整理後、編纂事業を進める段階でほとんどが一人ずつ脱退していき、ついに今井一人だけとなった。前宮に深く関わるミシャグジに魅入られた今井は研究を続き、25冊にわたるその成果を「旧宮川村誌（史）編纂研究会」名義で自費で印刷して地元民に無料で配布した。また、寒天屋に出入りする人々や文通していた全国の教育委員会から得た情報をもとに実地調査を行い、その際に野宿も辞さなかったという。その成果はやがて「御社宮司（みしゃぐじ）の踏査集成」（古部族研究会編『古代諏訪とミシャグジ祭政体の研究』（永井出版企画 1975年）収録）としてまとめられる。ミシャグジのほか、チカト信仰や天白信仰などと言った、諏訪信仰を軸にミシャグジと重って広がる信仰にも関心を持っていた。
今井の研究は山田宗睦（1997年「天白紀行」を中日新聞に連載）と古部族研究会（北村皆男・野本三吉・田中基）によってさらに発展した。古部族研究会の3人は、1974年（昭和49年）7月に一週間合宿しながら今井に教えを乞うた。3人が今井から学んだことは『古代諏訪とミシャグジ祭政体の研究』『古諏訪の祭祀と氏族』（1977年）『諏訪信仰の発生と展開』（1978年）の3冊にまとめられている。

## 選歌
- 米研ぎて流す白水うすむところ白根あらはに芹萌にけり（1929年）[7]
- 春浅き隅田川面にむれ飛べるかもめは鳴かず浪おだしきに（1929年）[7]
- 煙草の殻（）掌（）に払ひつつ話し合ふ人うづくまれる山狭の道（1929年）[8]
- ふと云ひし人の噂もかたはらの子供はばかり声をひそめぬ（1930年）[9]
- トランクを人に預けしままにして千人縫にいく時すぎぬ（1937年、「今井すみ江」名義）[10]
- この悲願こころにもちて野を山をふみてあゆみぬ巡礼我は（西国めぐり　四）（1939年）[11]
- 歓迎の式に先づ立ち忠魂碑に君つつましく礼（）したまへり（1939年、「今井すみ江」名義）[12]
- 天孫（）の大前に我はかしこみて現（）しきみこゑに泪しながる（1940年、「今井すみ江」名義[13]）
- ひたすらに法（）をもとめて病兵のかくきよければかなしかりけり
  - 孫子らの住まへる寺に朝あけて蚊帳ごもりつつ仰ぐ篁（1943年、「今井すみ江」名義）[14]
- 今し征く吾子に申さむ言葉なく茶を立てむとし涙たりたり
  - 国思ふ心もはらに立ちあがりあな清々し若きみいのち（1944年）[15]

## 著作（一部）
- 小尾左牛 編『諏訪短歌集』（南信日日新聞社 1929年 - 「今井野菊」名義で歌7首を提供）[16]
- 『小林集』（歌集 1937年 「今井すみ江」名義）[17]
- 『行雲』（歌集 1942年 「今井すみ江」名義）[18][19]
- 『長野県茅野市宮川西千野（山ノ神・横山）遺跡概報』（旧宮川村誌編纂会 1958年 「今井すみ江」名義）[20]
- 『旧宮川村に於ける縄文式文化時代（附弥生式文化時代）遺跡（旧宮川村史編纂研究会 其の6）』（1959年）
- 『諏訪ものがたり』（甲陽書房 1960年）[21]
- 『御社宮司をたずねて（旧宮川村誌編纂研究会 其の8）』（中央印刷 1964年）[22]
- 『信濃氏族考（宮川村史編纂研究会 其の9）』
- 『洩矢民族 千鹿頭神』（中央印刷 1964年）[23]
- 『大祝古墳の変遷（旧宮川村誌編纂研究会 其の17）』（1965年）
- 『信濃一之宮諏訪大明神前宮遺跡』（中央印刷 1966年）[24]
- 『大祝 樋沢城史　信濃 安国寺史（旧宮川村誌編纂会研究 其の20）』
- 『古墳調査票（旧宮川村誌編纂研究会 其の21）』（1966年）
- 『大天白神（旧宮川村誌編纂研究会 其の23）』（旧宮川村誌編纂研究会 1971年）[25]
- 『（研究結果における）御左口神と諏訪神社』（1973年）[26]
- 『諏訪物語』（国書刊行会 1975年）
- 「御作神」（古部族研究会編『古代諏訪とミシャグジ祭政体の研究』（永井出版企画 1975年）収録）
- 「御社宮司の踏査集成」（古部族研究会編『古代諏訪とミシャグジ祭政体の研究』（永井出版企画 1975年）収録）
- 『神々の里―古代諏訪物語―』（国書刊行会 1976年）[27]
- 「ちかとさま」（古部族研究会編『諏訪信仰の発生と展開』（永井出版企画 1978年）収録）